# Ancuty
Ancuty – wieś w Polsce położona w województwie podlaskim, w powiecie hajnowskim, w gminie Narew. Leży nad rzeką Narew, przy drodze wojewódzkiej nr 685.
| SIMC    | Nazwa          | Rodzaj    |
| ------- | -------------- | --------- |
| 0035866 | Ancuty-Kolonia | część wsi |

W 2011 roku wieś zamieszkiwało 71 osób.

## Historia
Osadnictwo na terenach obecnych Ancut datuje się na X-XV wiek. Wieś założona została ok. XV wieku przez bojarów, jej nazwa pochodzi od nazwiska Anczuczycza, mieszkającego w miejscowości w połowie XVI wieku. W tym czasie we wsi znajdował się także dwór. Pod koniec XIX wieku w miejscowości działała szkoła gramoty. 
Według Powszechnego Spisu Ludności przeprowadzonego w 1921 roku wieś Ancuty liczyła 33 domy i 199 mieszkańców. Miejscowość zamieszkiwana była głównie przez ludność polską wyznania rzymskokatolickiego. Wyznanie rzymskokatolickie podało tu bowiem 193-ech mieszkańców (pozostałych 6 zadeklarowało wyznanie prawosławne), zaś narodowość polską zgłosiło 194 mieszkańców (pozostałych 5 podało narodowość białoruską). Ancuty to jedyna wieś w ówczesnej gminie Narew, która zamieszkiwana była niemal wyłącznie przez polską ludność rzymskokatolicką, podczas gdy w okolicznych wsiach dominowała prawosławna ludność białoruska. 
W latach 1975–1998 miejscowość administracyjnie należała do województwa białostockiego.

## Inne
Prawosławni mieszkańcy wsi należą do parafii św. Michała Archanioła w Trześciance, a
wierni kościoła rzymskokatolickiego do parafii Wniebowzięcia Najświętszej Maryi Panny i św. Stanisława Biskupa i Męczennika w Narwi.
Przez miejscowość przechodzi szlak turystyczny Szlak Kraina Otwartych Okiennic.